# Neustädter Kirchhof 9 (Quedlinburg)

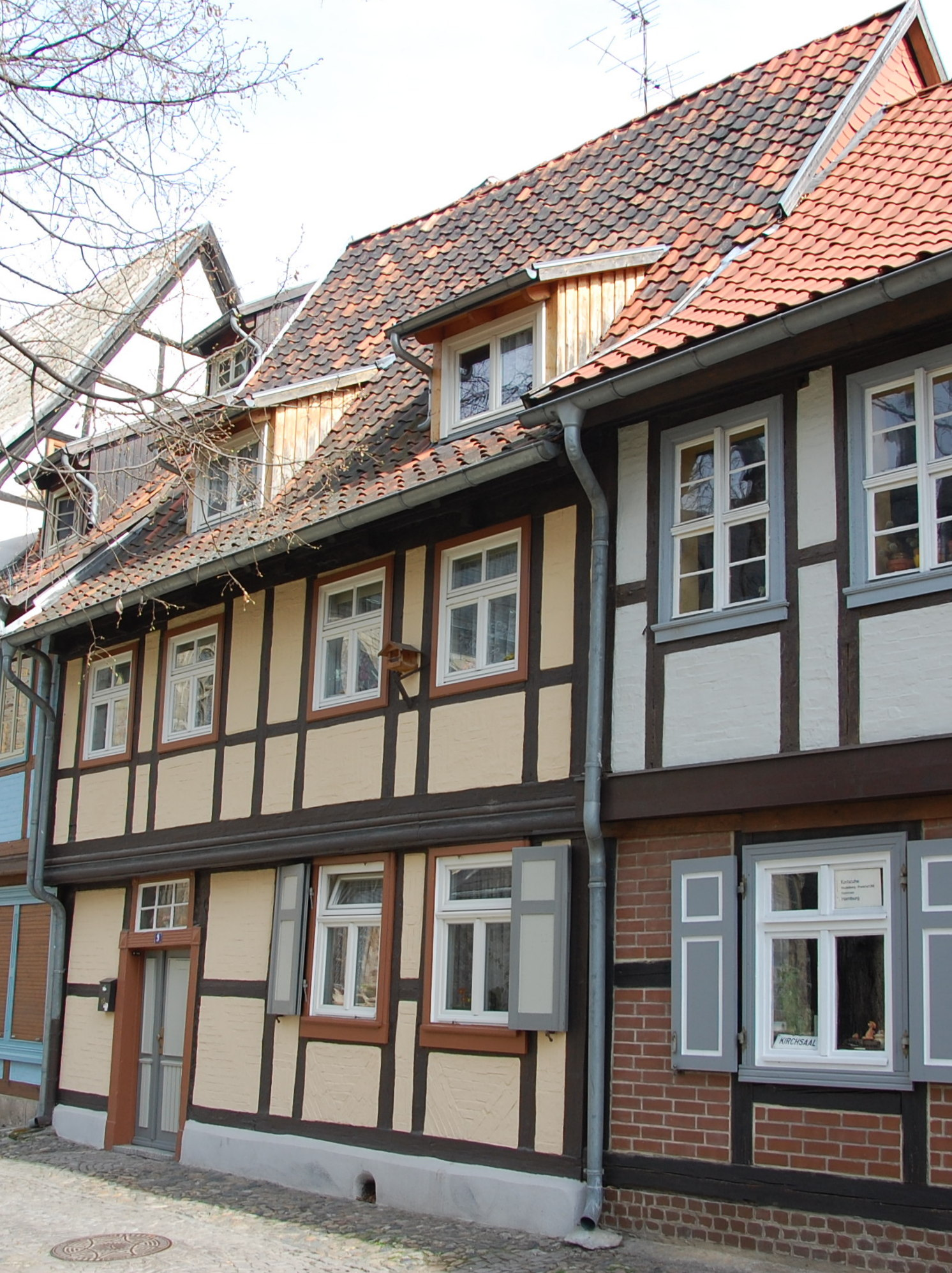
Haus Neustädter Kirchhof 9

Das Haus Neustädter Kirchhof 9 ist ein denkmalgeschütztes Gebäude in der Stadt Quedlinburg in Sachsen-Anhalt.

## Lage
Es befindet sich in der historischen Quedlinburger Neustadt auf der Ostseite des Neustädter Kirchhofs und ist im Quedlinburger Denkmalverzeichnis als Wohnhaus eingetragen. Südlich grenzt das gleichfalls denkmalgeschützte Haus Neustädter Kirchhof 10 an.

## Architektur und Geschichte
Das zweigeschossige Fachwerkhaus entstand um 1780 und präsentiert sich in seinem äußeren Erscheinungsbild noch weitgehend original. Es verfügt als Verzierung über eine Profilbohle. Darüber hinaus sind die Gefache mit verschiedenen Zierausmauerungen versehen. Die Hauseingangstür verfügt über ein Oberlicht und stammt aus der Zeit um 1820.